# Axel Maurer
Axel Maurer, född 12 april 1866 i Kristiania (nuvarande Oslo), död 1925, var en norsk författare.
Maurer tog juridisk ämbetsexamen 1889 och var 1895–1896 direktör för Carl Johan Teatret i Kristiania. Det lyriska sagospelet "Lykkens Pamphilius" (utgivet 1896) blev ett fiasko. Skådespelet "Kundskabens Træ" (otruckt och uppfört 1897) blev också skarpt kritiserat. Åren 1898–1899 var Maurer redaktör för skämttidningen Tyrihans. Hans främsta verk är det orientalistiska och teknik komplicerade skådespelet "Babylons konge" (1906; uppförd på Nationalteatret). En egenartad ton anslog han i ett par samlingar humoristiskt sentimentala "Kristiania-viser" (1896 och 1907). Maurer var en uppskattad recitatör och företog som sådan många turnéer inom och utom Norge.